# Rubén Ramos Martínez
Rubén Ramos Martínez (Leganés, España, 31 de enero de 1989), más conocido como Rubén Ramos,  es un futbolista español formado en la cantera de Atlético de Madrid y Real Madrid.
Actualmente juega para Las Rozas CF de la 3 RFEF.

## Trayectoria deportiva
Se formó en las categorías inferiores del Atlético de Madrid, llegando a jugar en el filial rojiblanco.  Estuvo durante 14 años en el club rojiblanco, y llegó a ser uno de los capitanes del Atlético B, siendo su máximo goleador en la temporada 2008-09 con nueve tantos. Posteriormente militó en el Real Madrid Castilla, Brescia, Lucena, Fuenlabrada y Puerta Bonita.
Más tarde, jugó durante dos temporadas en el CD Alcoyano, equipo donde disputó más de 60 partidos.
En junio de 2016 firma con el Real Murcia.
En enero de 2019 firma por el
Club Deportivo Castellón.
En agosto de 2022 firma por Las Rozas CF.

## Internacional
Ha sido internacional en la selección Sub-17 y Sub-19.

## Clubes
| Club                     | País   | Temporada   | Categoría        | Part. | Goles |
| ------------------------ | ------ | ----------- | ---------------- | ----- | ----- |
| Atlético de Madrid B     | España | 2007–2008   | Segunda B        | 28    | 5     |
| Atlético de Madrid B     | España | 2008–2009   | Segunda B        | 26    | 9     |
| Real Madrid Castilla     | España | 2009–2010   | Segunda B        | 13    | 2     |
| Real Madrid Castilla     | España | 2010–2011   | Segunda B        | 6     | 1     |
| Brescia Calcio           | Italia | 2011–2012   | Serie B (Italia) | 4     | 0     |
| Lucena CF                | España | 2011–2012   | Segunda B        | 10    | 0     |
| CF Fuenlabrada           | España | 2012–2013   | Segunda B        | 36    | 14    |
| CD Puerta Bonita         | España | 2013–2014   | Segunda B        | 35    | 3     |
| CD Alcoyano              | España | 2014–2015   | Segunda B        | 36    | 2     |
| CD Alcoyano              | España | 2015–2016   | Segunda B        | 26    | 2     |
| Real Murcia              | España | 2016–2017   | Segunda B        | 13    | 1     |
| UD Sanse                 | España | 2017–2018   | Segunda B        | 30    | 5     |
| Internacional de Madrid  | España | 2018–2019   | Segunda B        | 18    | 5     |
| Club Deportivo Castellón | España | 2019        | Segunda B        | 16    | 2     |
| Internacional de Madrid  | España | 2019–2022   | Segunda B        | 28    | 7     |
| Las Rozas CF             | España | 2022 - act. | Tercera RFEF     |       |       |